# Lijfse Kust

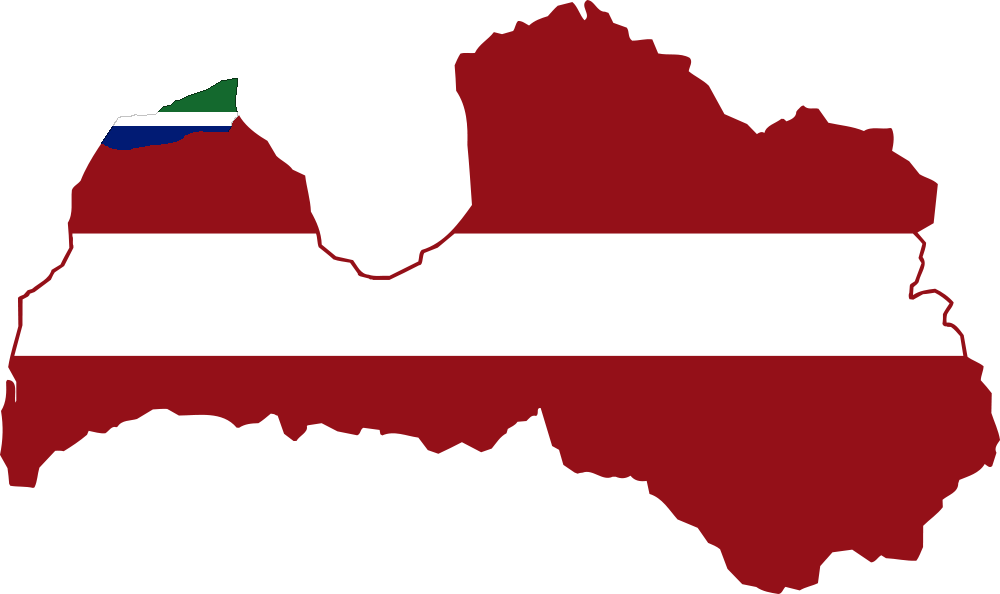
De Lijfse Kust in Letland, gemarkeerd met de vlag van Lijfland

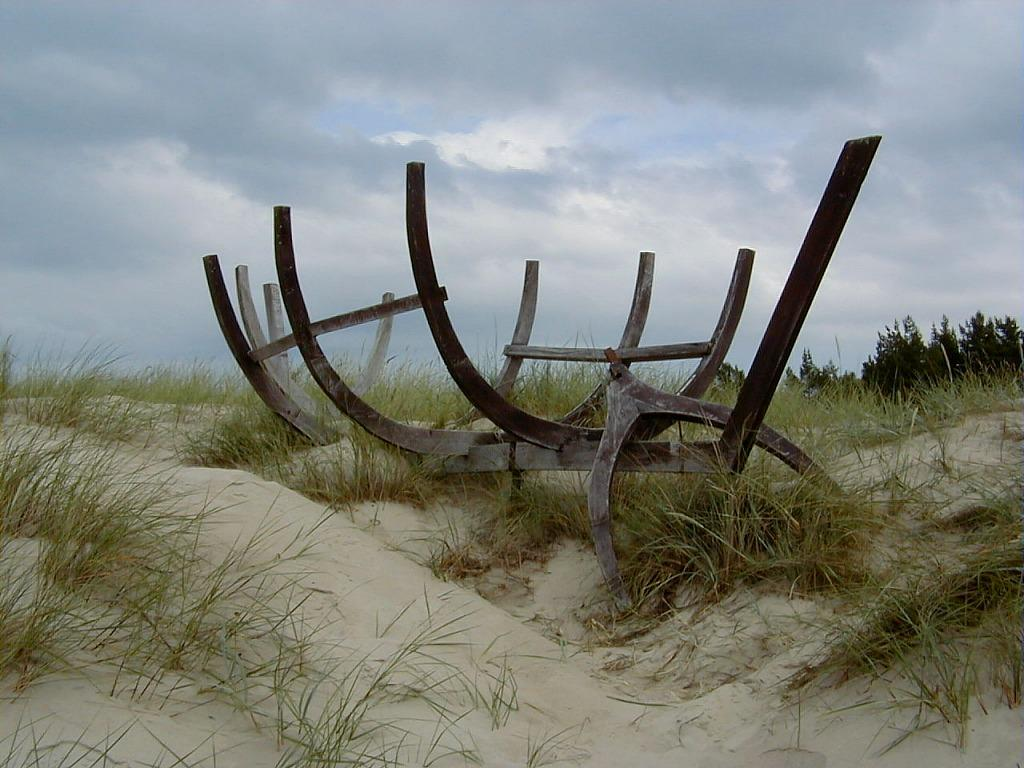
Gedenkteken bij Mazirbe

De Lijfse Kust (Lijfs: Līvõd Rānda, Lets: 'Lībiešu krasts) is een gebied in Letland dat van oudsher bewoond wordt door de Lijven. Het is gelegen in Noord-Koerland en omvat twaalf Lijfse dorpen. Het beschermde gebied is ongeveer 60 kilometer lang en strekt zich uit ten noordoosten van Ventspils tot Kaap Kolka, in Dundagas en Ventspils novads.
Op 4 februari 1992 creëerde de Letse regering een cultureel beschermd gebied genaamd Līvõd Randa (Lijfse Kust) waarin twaalf Lijfse dorpen opgenomen zijn: Lūžņa (Lijfs: Lūž), Miķeļtornis (Pizā), Lielirbe (Īra), Jaunciems (Ūžkilā), Sīkrags (Sīkrõg), Mazirbe (Irē), Košrags (Kuoštrõg), Saunags (Sǟnag), Vaide (Vaid), Kolka (Kūolka), Pitrags (Pitrõg), en Melnsils (Mustānum).
De Letse regering ontmoedigt nieuwe nederzettingen hier en verbiedt wijzigingen aan de historische dorpslocaties. Ook is het verboden voor eenieder om een hotel, restaurant of andere openbare instelling beginnen welke een nadelige invloed zou kunnen hebben op de Lijfse cultuur of buitenstaanders naar het gebied zou trekken. Een aantal oude vissershuizen en boerderijen zijn echter door rijkere Letten of welgestelde afstammelingen van lokale Lijfse families omgebouwd tot moderne vakantiewoningen. Onder hen bevindt zich een voormalige president van Letland, een voormalige premier, kunstenaars, artsen, etc.
De Lijfse Kust is een onderdeel van het Nationaal park Slītere.

## Verkeersverbindingen
Tot de Eerste Wereldoorlog werden deze dorpen alleen verbonden door kleine boswegen langs de kust en waren vanuit het binnenland vrijwel ontoegankelijk. De belangrijkste aanvoerroute was over de zee en de meeste dorpen hadden hun eigen pier (overblijfselen van pieren zijn te zien in Saunags, Pitrags en Mazirbe; alleen de pier van Kolka is nog steeds in gebruik).
Tijdens de Eerste Wereldoorlog bouwde het Duitse leger een smalspoor achter de duinen, voornamelijk voor de levering van hout. De spoorlijn verbonden Pitrags, Mazirbe en Lielirbe met Dundaga, een kleine regionale stad. Grondwerken werden verricht om het spoor uit te breiden van Pitrags naar Saunags en Vaide, maar het werk werd door het einde van de oorlog onderbroken.
Na de oorlog en de onafhankelijkheid van Letland werd het spoornet verbeterd en uitgebreid. Het werd nu ook voor persoonsvervoer gebruikt, en tussen de twee oorlogen was de spoorlijn de belangrijkste methode van personenvervoer langs de Lijfse Kust.
Na de Tweede Wereldoorlog bouwde het Sovjet-leger in 1950 een brede onverharde weg welke alle dorpen verbond en de spoorlijn overbodig maakte. De spoorlijn werd gesloten in 1963, maar gedeelten van het tracé zijn nog steeds herkenbaar achter de duinen bij Saunags en Pitrags, en in de bossen bij Mazirbe en Lielirbe.
Gedurende 2009-2011 werd de onverharde weg geasfalteerd en gemoderniseerd als onderdeel van het door de EU gefinancierde wegenproject Kolka-Ventspils. Enkele jaren geleden werd in het openluchtmuseum van Ventspils een replica van station Mazirbe gebouwd (het oorspronkelijke station is nu een privéwoning in Mazirbe), samen met gerestaureerde rijtuigen en een spoorlijn welke nu in gebruik zijn als toeristische attractie.

## Radiotelescoop
Bij Irbene (nabij Lūžņa) bevindt zich het Internationaal Radiotelescoopcentrum Ventspils. De radiotelescoop werd in 1971 voor defensiedoeleinden gebouwd in het toenmalige militaire spergebied. Na de hernieuwde onafhankelijkheid van Letland werden de telescoop en bijbehorende woonblokken in 1994 verlaten en deels vernield. De telescoop is sindsdien hersteld en wordt nu door wetenschappers gebruikt.